# یواس‌اس اناپولیس (اس‌اس‌ان-۷۶۰)
یواس‌اس اناپولیس (اس‌اس‌ان-۷۶۰) (به انگلیسی: USS Annapolis (SSN-760)) یک زیردریایی است که طول آن ۱۱۰٫۳۴ متر (۳۶۲ فوت ۰ اینچ) می‌باشد. این زیردریایی در سال ۱۹۹۱ ساخته شد.